# Военно-морские силы Независимого государства Хорватия
Военно-морские силы Независимого государства Хорватия (хорв. Mornarica Nezavisne Države Hrvatske) — часть вооружённых сил Независимого государства Хорватия в 1941—1945 годах. Законодательная база для них была создана 10 апреля 1941 подполковником армии Австро-Венгрии и будущим маршалом и главнокомандующим Вооружёнными силами НГХ Славко Кватерником путём издания закона «Об образовании армии и флота». Фактически ВМС Хорватии были образованы уже 12 апреля согласно Римским соглашениям Италии и Германии после оккупации итальянцами Далмации и залива Кварнер. Помимо всего прочего, у военно-морских сил было подразделение морской пехоты, известное как Хорватский морской легион и воевавшее на Восточном фронте Второй мировой войны в Чёрном море: ВМС Хорватии отправляли туда свои суда, чтобы оказывать помощь как флоту Италии, так и кригсмарине. Главным портом флота и штаб-квартирой считался город Макарска, позднее этот статус получил Сплит.
Флот ВМС Хорватии был с самого начала войны очень слабым: к сентябрю 1943 года численность личного состава составляла всего 1262 человека. В сентябре 1943 года часть судов капитулировавшей Италии досталась хорватам, но при этом куда большую часть кораблей захватили немцы. Усилившееся присутствие кригсмарине в Адриатическом море не позволило хорватам в полной мере использовать свой флот, который был ослаблен налётами авиации союзников и рейдами партизан (корабли были уничтожены или захвачены). К декабрю 1944 года Независимое государство Хорватия лишилось контроля над всем побережьем, которое было уже в руках партизан. В распоряжении хорватов оставалась небольшая флотилия из Риеки: в отчаянии её личный состав попытался сбежать к партизанам, но только флагманский корабль сумел избежать захвата немцами и ушёл к партизанам. Оставшихся моряков немцы разоружили, забрали их суда и отправили личный состав в Загреб, где тех перевели на сухопутную службу. В итоге 1 января 1945 военно-морские силы Хорватии были упразднены де-юре, поскольку их существование в данной военной обстановке лишалось всяческого смысла.

## Командующие флотом
- Джуро Якчин (1941–1943)[6]
- Эдгар Ангели (1943–1944)
- Никола Штайнфель (1944)

## Список кораблей

### Морская флотилия
| Название | Фото | Дата спуска на воду | Тип                 | Судьба                                               |
| -------- | ---- | ------------------- | ------------------- | ---------------------------------------------------- |
| T-7      |      | ноябрь 1943         | миноносец           | потоплен 24 июня 1944 близ Муртера                   |
| T-3      |      | 15 августа 1944     | миноносец           | потоплен 20 февраля 1945                             |
| G102     |      | 15 августа 1944     | вооружённый пароход | с высокой долей вероятности захвачен британцами      |
| G104     |      | 15 августа 1944     | вооружённый пароход | потоплен 5 декабря 1944                              |
| Pašman   |      | 15 августа 1944     | тральщик            | захвачен партизанами 5 января 1944 и позднее взорван |
| KS5      |      | 9 сентября 1944     | торпедный катер     | захвачен партизанами 14 декабря 1944                 |
| KS11     |      | 9 сентября 1944     | торпедный катер     |                                                      |
| KS31     |      | 9 сентября 1944     | торпедный катер     |                                                      |
| KS32     |      | 9 сентября 1944     | торпедный катер     |                                                      |

### Речная флотилия
| Название      | Фото | Тип                | Судьба                               |
| ------------- | ---- | ------------------ | ------------------------------------ |
| Sava          |      | монитор            | захвачен партизанами 9 сентября 1944 |
| Bosna         |      | монитор            | затонул в июне 1944                  |
| Ustaša        |      | катер              |                                      |
| Bosut         |      | катер              |                                      |
| Vrbas         |      | учебный корабль    | захвачен в 1944                      |
| Zagreb        |      | тральщик           |                                      |
| Petar Zrinski |      | тральщик           |                                      |
| Petrinja      |      | патрульный корабль |                                      |
| Pliva         |      | патрульный корабль |                                      |
| Pakra         |      | патрульный корабль |                                      |
| Plitvice      |      | патрульный корабль |                                      |